# Bel
|  | Per a altres significats, vegeu «Bel (desambiguació)». |

El bel (símbol: B) és una mesura de relació (raó) entre dues potències. S'usa bàsicament per a mesurar la potència acústica, és a dir, la intensitat del so. Pel fet de ser una mesura de relació no té unitats.
Un bel es defineix com a:
{\displaystyle X_{\mathrm {B} }=\log _{10}\left({\frac {X}{X_{0}}}\right)}
On X0 és una referència arbritrària, però decidida per conveni entre les parts que l'utilitzin.
Normalment es fa servir el decibel, que és una desena part del bel.
Va ser inventat pels enginyers del Bell Telephone Laboratory per mesurar la reducció dels nivells d'àudio en relació amb els quilòmetres de cable telefònic recorreguts. El nom ve del fundador del laboratori i suposat inventor del telèfon Alexander Graham Bell.